# Man Woman Life Death Infinity
man woman life death infinity (en español: Hombre, mujer, vida, muerte, infinito) es el decimosexto álbum de estudio de la banda de rock australiana The Church, publicado en octubre de 2017. Tim Powles comenta que por recomendación de Ian Haug, las grabaciones del álbum fueron mayor estructuradas de antemano y con ello, menos dependientes de las sesiones de jam.

## Lista de canciones
| N.º   | Título                              | Duración |  |
| 1.    | «Another Century»                   | 4:42     |  |
| 2.    | «Submarine»                         | 4:53     |  |
| 3.    | «For King Knife»                    | 4:28     |  |
| 4.    | «Undersea»                          | 3:20     |  |
| 5.    | «Before the Deluge»                 | 5:11     |  |
| 6.    | «I Don't Know How I Don't Know Why» | 3:46     |  |
| 7.    | «A Face in a Film»                  | 4:11     |  |
| 8.    | «In Your Fog»                       | 3:58     |  |
| 9.    | «Something Out There is Wrong»      | 4:48     |  |
| 10.   | «Dark Waltz»                        | 4:33     |  |
| 43:50 |                                     |          |  |

## Créditos y personal
Adaptados desde las líneas internas del álbum.
The Church
- Steve Kilbey – voz principal, bajo, guitarra, teclados.
- Peter Koppes – guitarra eléctrica y acústica, teclados.
- Tim Powles – ingeniería, batería, percusión, voces de apoyo.
- Ian Haug – guitarra eléctrica y acústica, teclados.

Producción y apoyo
- Ted Howard – Ingeniería, producción y mezcla en Pigs and Apples.
- Don Bartley – Masterización en Benchmark.
- Konstantin Kersting – Ingeniería en Airlock Studios.
- Amanda Kramer – Voces adicionales, teclados de apoyo.
- Eden Mulholland – Arte de portada.
- Kevin Lane Keller – Productor ejecutivo.
- Keith Haganskh – Management.
- Stephen Wade – Agente (Select Music Australia)
- Ryan Falow – Agente (Paradigm Music USA)
- Kristin Lee – Manejo de negocio.

## Posicionamiento en listas
| Listas (2017)           | Mejor posición |
| ----------------------- | -------------- |
| Australia (ARIA Charts) | 64             |